# 三井ガーデンホテル札幌
三井ガーデンホテル札幌（英語: Mitsui Garden Hotel Sapporo）は、札幌市中央区にあるホテル。この項目では、三井ガーデンホテル札幌ウエスト（英語: Mitsui Garden Hotel Sapporon West）についても記載している。三井ガーデンホテル札幌は、札幌第2ワシントンホテル跡地に建設した。三井不動産グループの直営ホテル10施設が獲得したトリップアドバイザーによる「エクセレンス認証」施設になっている。三井ガーデンホテル札幌ウエストは札幌通運本社があった場所であり、三井不動産レジデンシャルの所有地となっていた。

## 施設

### 三井ガーデンホテル札幌
客室
- エグゼクティブツイン (42 m²)
- モデレートツイン（3ベッド） (23 m²)
- モデレートツイン (23 m²)
- モデレートクイーン (18 m²)
- モデレートダブル（2ベッド） (18 m²)
- スタンダードダブル (16 m²)
- アクセシブルツイン (26 m²)

レストラン
- ラウンジ ノルド リビナ

浴場
- ガーデン浴場

### 三井ガーデンホテル札幌ウエスト
客室
- ジュニアスイートツイン (60.7 m²)
- コンフォートツイン（+ソファベッド） (26.8 m²)
- スーペリアツイン（+ソファベッド） (26.8 m²)
- モデレートツイン (24.3 m²)
- モデレートクイーン (21.9 m²)
- アクセシブルクイーン (23.7 m²)

レストラン
- カフェレストラン さんかく堂

浴場
- 大浴場

## アクセス
北5条手稲通沿いに立地しており、北海道庁旧本庁舎まで徒歩約4分、北海道大学植物園まで徒歩約7分、北海道大学まで徒歩約10分に位置している。
- 北海道旅客鉄道（JR北海道）札幌駅から徒歩約4分
- 札幌市営地下鉄 さっぽろ駅から徒歩約4分
- E5A 札樽道 札幌北ICから車で約15分